# Provázková louka
Provázková louka je přírodní památka v okrese Český Krumlov. Nachází se v Blanském lese, v sedle mezi Bulovým a Mlýnskými vrchy, čtyři kilometry severozápadně od Chvalšin. Je součástí chráněné krajinné oblasti Blanský les.
Předmětem ochrany jsou mokřadní společenstva střídavě vlhkých luk s dominancí bezkolence modrého (Molinia caerulea) a s výskytem chráněných druhů, kterými jsou prstnatec májový - Dactylorhiza majalis (jeho počet se mnohdy přehoupne přes 200), kosatec sibiřský (Iris sibirica), vrba rozmarýnolistá (Salix rosmarinifolia). V depresích jsou malé plochy rašelinných luk s vysokým zastoupením mechů a ostřic (Carex), v místech silného podmáčení roste skřípina lesní (Scirpus sylvaticus). Okraje louky jsou velmi suché s borůvkou (Vaccinium myrtillus), brusinkou (Vaccinium vitis-idaea) a ze vzácných druhů prhou arnikou (Arnica montana). Pravidelně se zde provádí zásahový management – louka se vyřezává od náletových dřevin a jednou za dva až tři roky se kosí.

## Galerie

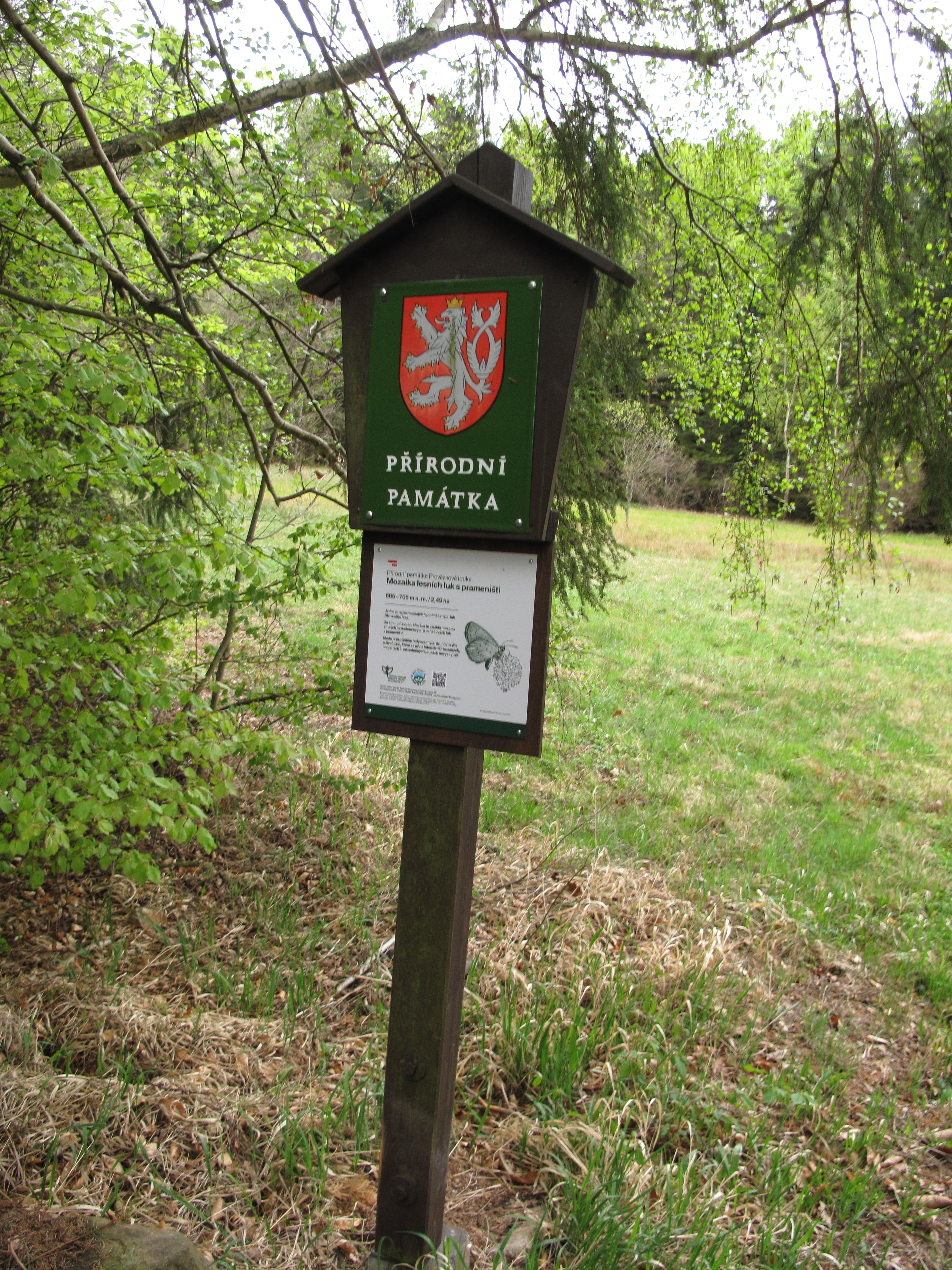
Cedule
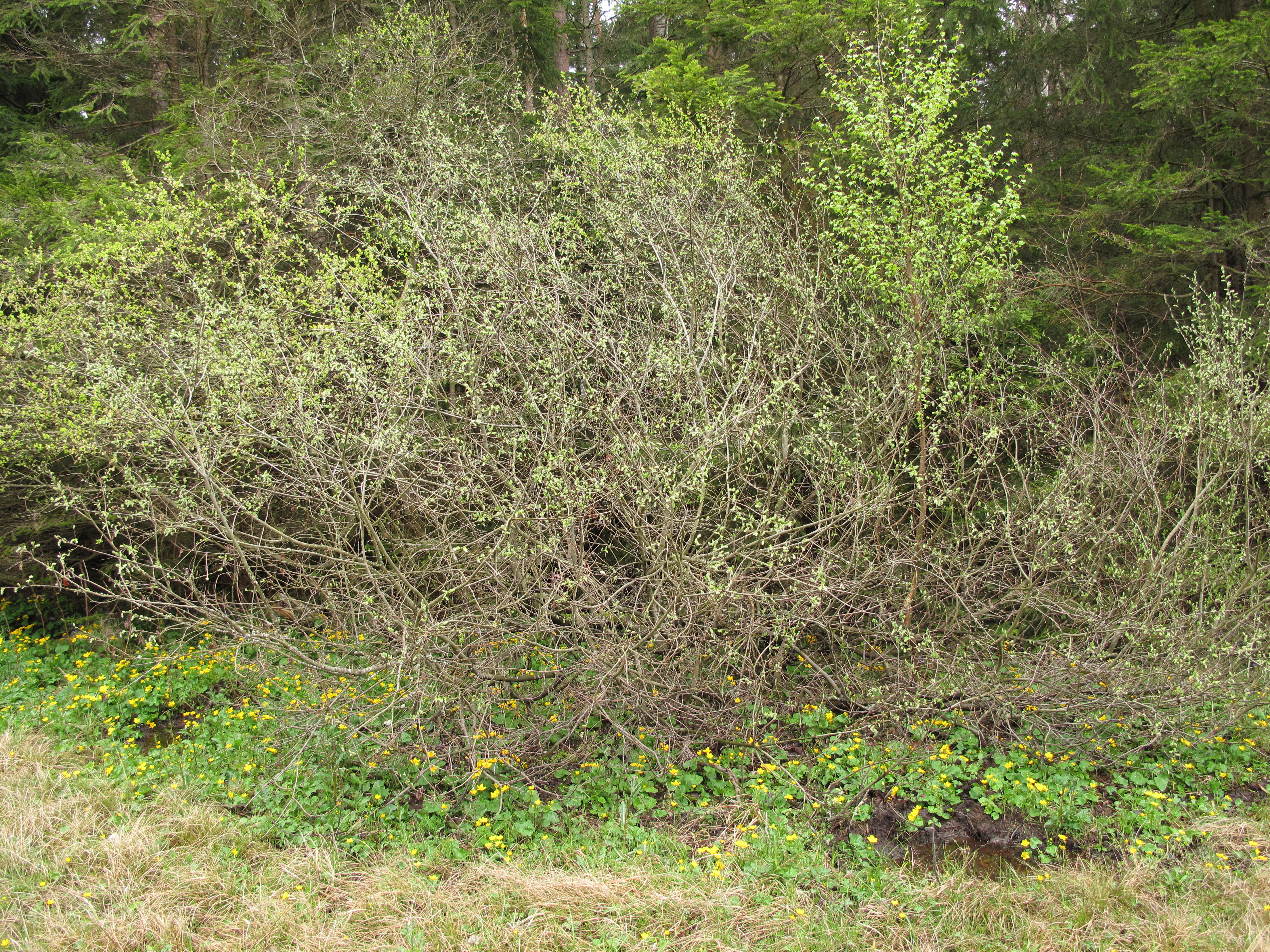
Keř s blatouchem
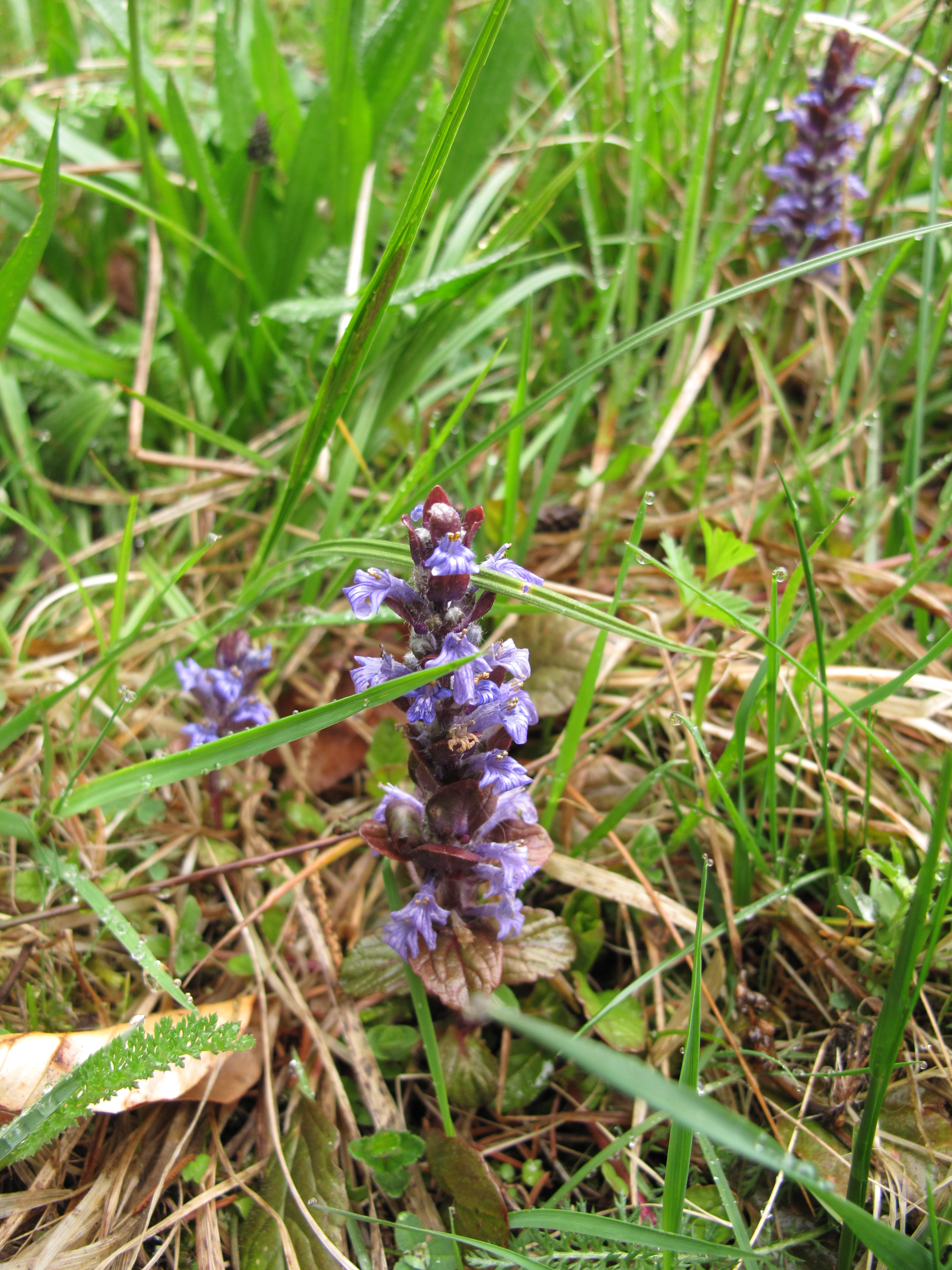
Květ
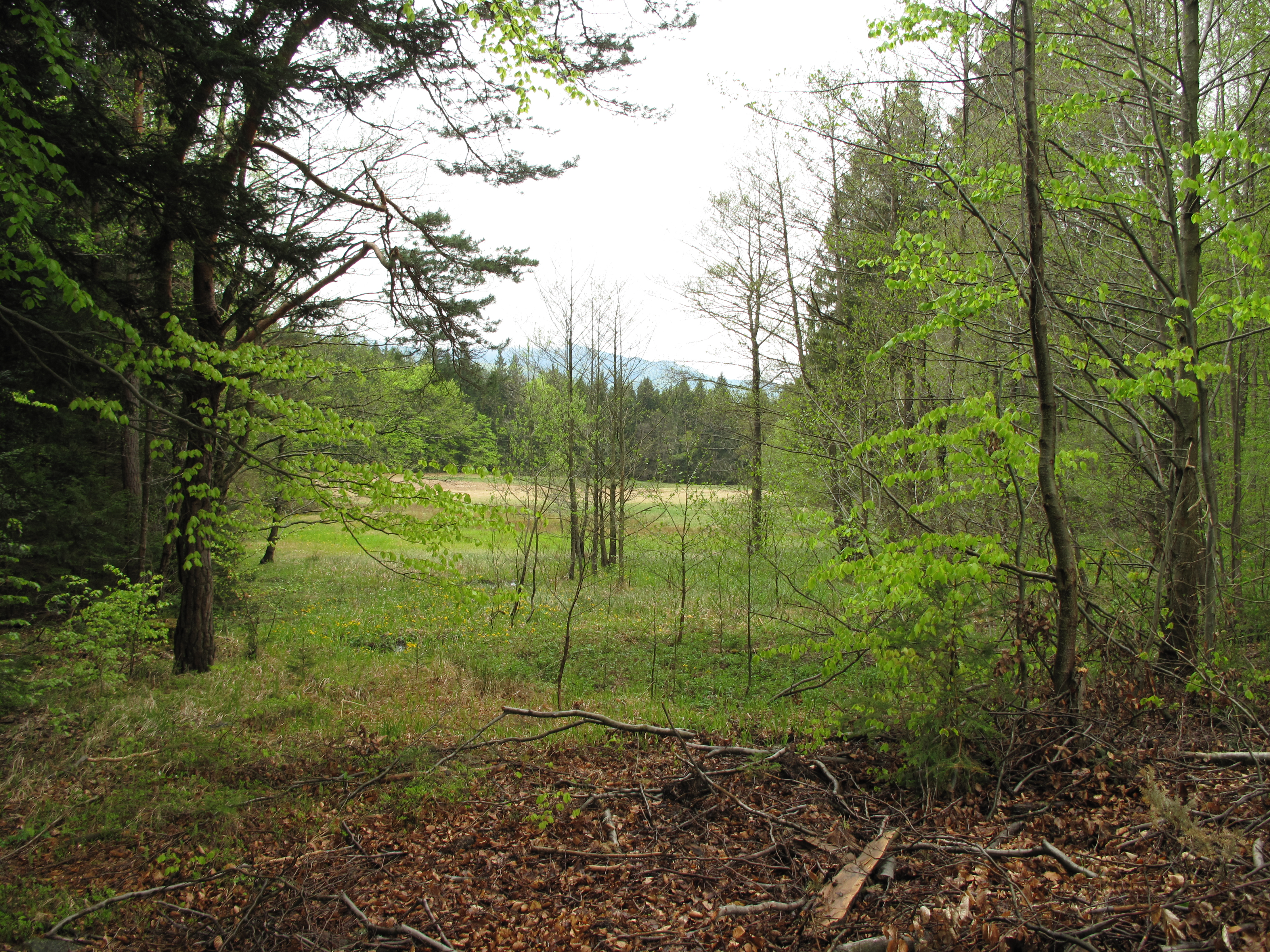
Nálet ve vlhčí části